# Кразан
Кразан (фр. Crazannes) је насељено место у Француској у региону Поату-Шарант, у департману Приморски Шарант.
По подацима из 2011. године у општини је живело 435 становника, а густина насељености је износила 90,44 становника/km².

## Демографија
| 1962. | 1968. | 1975. | 1982. | 1990. | 2011. |
| ----- | ----- | ----- | ----- | ----- | ----- |
| 304   | 298   | 328   | 361   | 357   | 435   |